# Robyn Is Here
Robyn Is Here är debutalbumet av den svenska popsångerskan Robyn, utgivet 1995 på BMG/Ariola Records. Albumet kom ut i Japan 1996 och i USA den 24 juni 1997. Den internationella utgåvan från 1997 heter endast "Robyn" och exkluderar låten "Where Did Our Love Go" och inkluderar även låten "Show Me Love", som inte är med på svenska originalutgåvan från 1995.
Albumet sålde 1,5 miljoner exemplar i USA.

## Låtlista
1. "Bumpy Ride" – 4:09
2. "In My Heart" – 3:59
3. "You've Got That Somethin'" – 3:44
4. "Do You Know (What It Takes)" – 3:39
5. "The Last Time" – 4:40
6. "Show Me Love" – 3:49
7. "Just Another Girlfriend" – 5:20
8. "Don't Want You Back" – 4:00
9. "Do You Really Want Me (Show Respect)" – 4:25
10. "How" – 4:38
11. "Here We Go" – 4:43
12. "Where Did Our Love Go" – 5:18
13. "Robyn Is Here" – 5:25
14. "I Wish" (A Cappella) – 2:30

## Medverkande
- Robyn: Sång
- Jeanette Söderholm, Johan Ekhé, Mogge Sseruwagi: Bakgrundssång
- Picks Sjöholm, Henrik Jansson, Mattias Thorell: Gitarr
- Falcon, Niklas Medin, Päl Svenre: Keyboard
- Per Johansson: Saxofon
- Goran Kajfes: Trumpet
- Ronny Farsund: Valthorn